# Il principe Caspian
Il principe Caspian (Prince Caspian: The Return to Narnia) è un romanzo fantasy per ragazzi di C. S. Lewis, pubblicato la prima volta nel 1951. Fu il secondo romanzo scritto da Lewis nella serie delle Le cronache di Narnia (il quarto della serie rispetto alla sequenza cronologica degli eventi narrati). Nel 2008 il libro è stato trasposto nel film Le cronache di Narnia - Il principe Caspian.

## Trama
La storia incomincia a Londra un anno dopo gli eventi di Il leone, la strega e l'armadio. Per i quattro fratelli Pevensie sta per ricominciare la scuola, ma mentre si dirigono a prendere il treno vengono richiamati a Narnia e si ritrovano nientemeno che alle rovine di Cair Paravel, il castello dal quale avevano regnato durante l'Età d'Oro. Traggono in salvo un nano di nome Briscola, che alcuni soldati volevano affogare, il quale spiega loro che a Narnia dalla fine del loro regno sono trascorsi tredici secoli, durante i quali molte cose sono cambiate.
Dopo la fine dell'Età d'Oro Narnia è lentamente decaduta e la sua magia si è affievolita. Di ciò hanno approfittato i Telmarini, un popolo di guerrieri unicamente umani che ha invaso e soggiogato il paese. I nuovi padroni hanno bandito e sterminato gli animali parlanti e le creature fatate, che ormai in molti considerano mera leggenda. L'attuale re telmarino di Narnia è Miraz, riuscito ad usurpare il trono eliminando il fratello, ma risparmiando il di lui figlio, Caspian, ancora un ragazzo, e affidandolo alle cure di un precettore di nome Cornelius. Quest'ultimo però lo istruisce sulla "vecchia Narnia", antecedente all'invasione, e Caspian ne rimane affascinato. Sempre il dott. Cornelius poi salva Caspian, quando suo zio Miraz prende la decisione di sbarazzarsi anche di lui, non volendolo come potenziale rivale al trono di un figlio suo; il precettore indirizza il giovane principe verso le selve dove si nascondono gli ultimi superstiti della vecchia Narnia, e Caspian organizza con loro la resistenza ai Telmarini. È stato suonando l'antico corno di Susan che Caspian ha richiamato a Narnia i quattro fratelli Pevensie, per ottenere il loro aiuto nella lotta. Il nano Briscola era stato da lui inviato a Cair Paravel proprio per incontrarli e condurli da lui.
I quattro Pevensie si mettono in cammino con Briscola, con Aslan che si manifesta a Lucy per aiutarli. Intanto l'esercito telmarino guidato da re Miraz ottiene dei successi contro la resistenza, in seno alla quale maturano divisioni e insofferenza verso la leadership di Caspian. I Pevensie e Briscola ritornano appena in tempo, allorché il nano Nikabrik sta officiando un rito di magia per riportare in vita la Strega Bianca, antica e potente sovrana di Narnia. Sventato il piano di Nikabrik e rinsaldata la posizione di Caspian, Peter propone un duello fra lui e Miraz per decidere le sorti della guerra. Ai Telmarini, trovandosi in vantaggio, non converrebbe, ma due nobili, Glozelle e Sopespian, provocano il re affinché accetti la sfida, tramando di sbarazzarsi di lui e assumere il comando. Nel duello Peter ha la meglio su Miraz, ma Glozelle e Sopespian pugnalano a tradimento il loro re e accusano Peter di aver imbrogliato per vincere, ordinando subitamente ai soldati telmarini di attaccare. Ma a questo punto subentra Aslan, che risveglia gli spiriti di Bacco e Sileno per soccorrere i Narniani. I Telmarini, trovatisi circondati da creature magiche, depongono le armi. Aslan spiega che i Telmarini in realtà sono discendenti di alcuni uomini della Terra, che secoli addietro raggiunsero Narnia attraverso un portale magico, e ora gli propone una scelta: fare ritorno alla loro terra d'origine oppure restare a Narnia in pace; alcuni decidono l'una soluzione, altri la seconda. Infine Caspian viene proclamato re di Narnia come Caspian X, mentre i quattro fratelli Pevensie devono fare ritorno a casa, con Aslan che però li avverte che d'ora innanzi solo i due più giovani, Edmund e Lucy, potranno visitare ancora Narnia.

## Adattamenti cinematografici
Il film tratto dal libro, Le cronache di Narnia - Il principe Caspian, è stato diretto da Andrew Adamson ed è uscito nelle sale statunitensi il 16 maggio 2008. Mentre in Italia è uscito il 14 agosto, con anteprima alla XXXVIII edizione del Giffoni Film Festival.